# Kościół św. Wawrzyńca w Plutach
Kościół św. Wawrzyńca w Plutach – katolicki kościół parafialny zlokalizowany we wsi Pluty w archidiecezji warmińskiej (powiat braniewski, województwo warmińsko-mazurskie). Jest siedzibą parafii św. Wawrzyńca.

## Historia i architektura

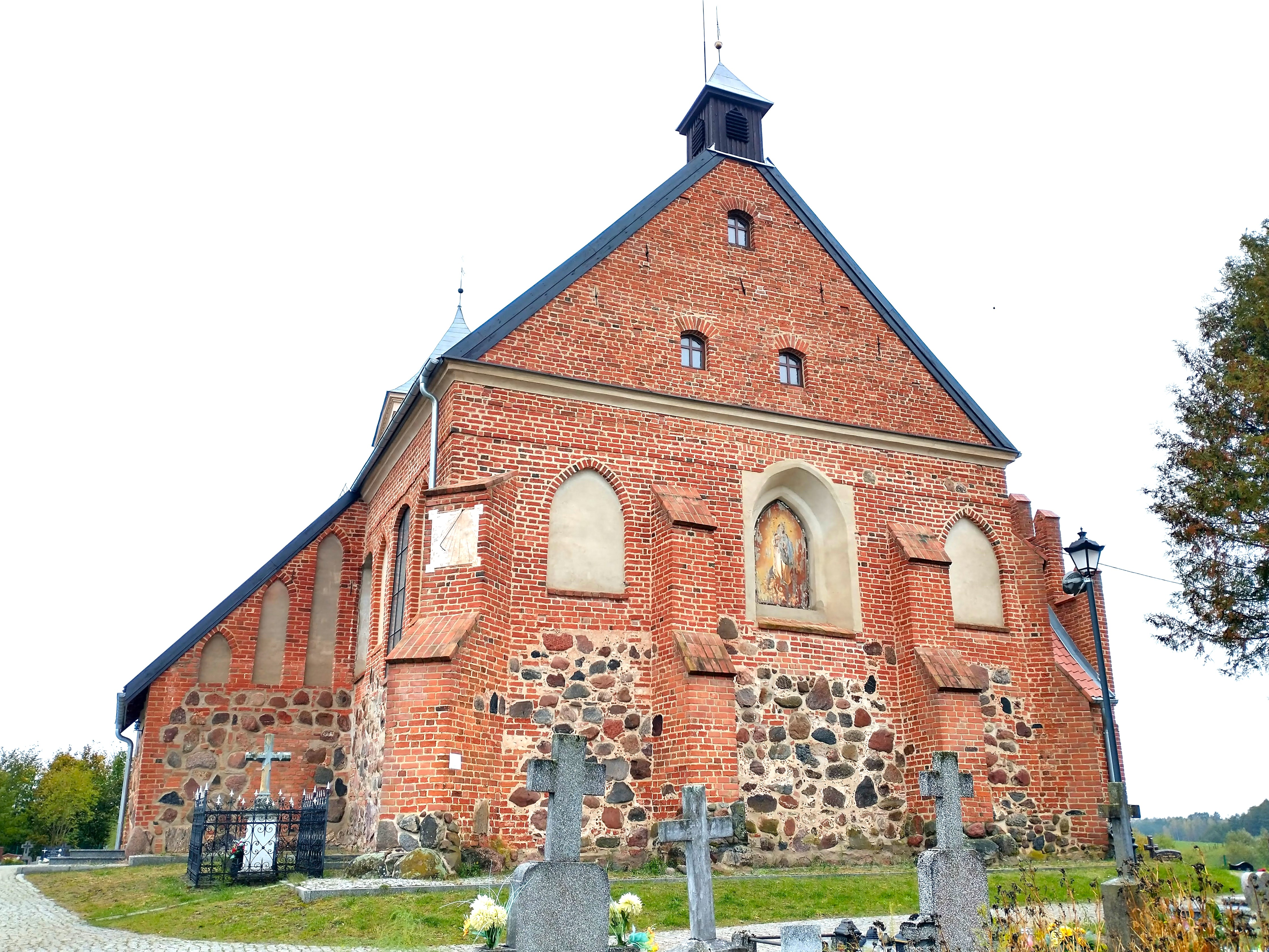
Widok od prezbiterium

Gotycki kościół pochodzi z połowy XIV wieku i został przebudowywany w wieku XVI, a następnie rozbudowany w 1801. Przedłużono go wówczas w kierunku zachodnim i dobudowano wieżę. Obiekt od strony prezbiterium podparty jest czterema przyporami. Świątynię wybudowano na planie prostokąta, jako murowaną, w przyziemiu z kamieni polnych, wyżej z cegły, współcześnie otynkowaną (z wyjątkiem wieży obudowanej grobowcami). Po bokach okien znajdują się niewielkie blendy ostrołukowe. Kościół posiada przybudówki: zakrystię od północy i kruchtę od południa.

## Wyposażenie
Wyposażenie wnętrza jest barokowe. Ołtarz główny pochodzi z 1694 i został wykonany w Królewcu, najprawdopodobniej w warsztacie Izaaka Riga. Ołtarze boczne zbudowano około 1697. W lewym z nich wisi obraz Piotra Kolberga z 1702 "Ostatnia Wieczerza". Ambona i ławy są późnobarokowe z 1732, chór muzyczny z XIX wieku i neobarokowe organy z początku XX wieku. Z okresu średniowiecza pochodzą granitowe chrzcielnica i kropielnica. Rokokowy jest prospekt organowy, klasycystyczne empora i obrazy. 

## Otoczenie
Kościół otoczony jest starym cmentarzem i pomnikowymi drzewami. Na cmentarzu liczne są nagrobki ukraińskie z napisami cyrylicą. Pochowano tu osoby pochodzenia ukraińskiego przesiedlane na Warmię i Mazury z Polski południowo-wschodniej w ramach akcji "Wisła".

## Galeria

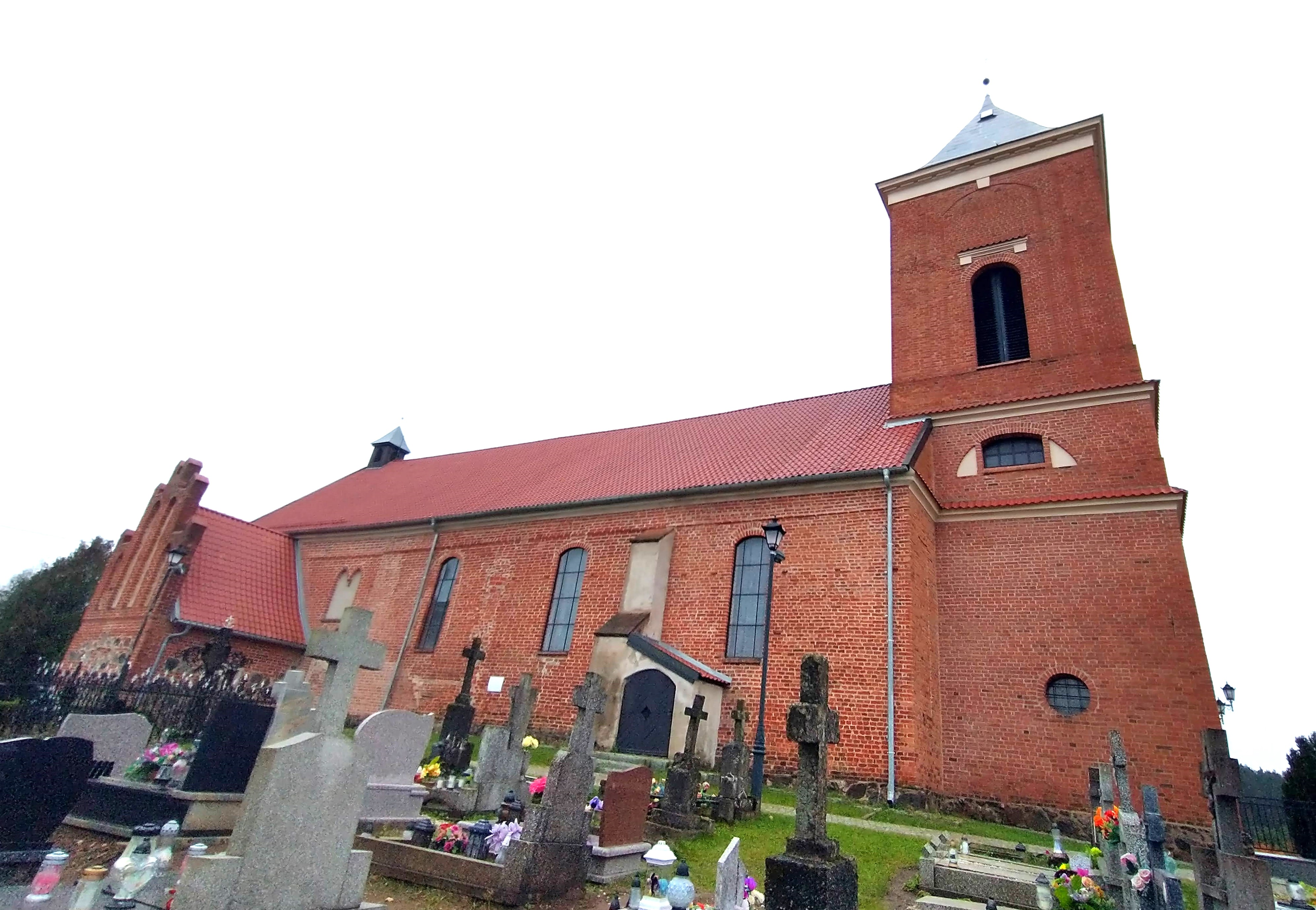
Wieża
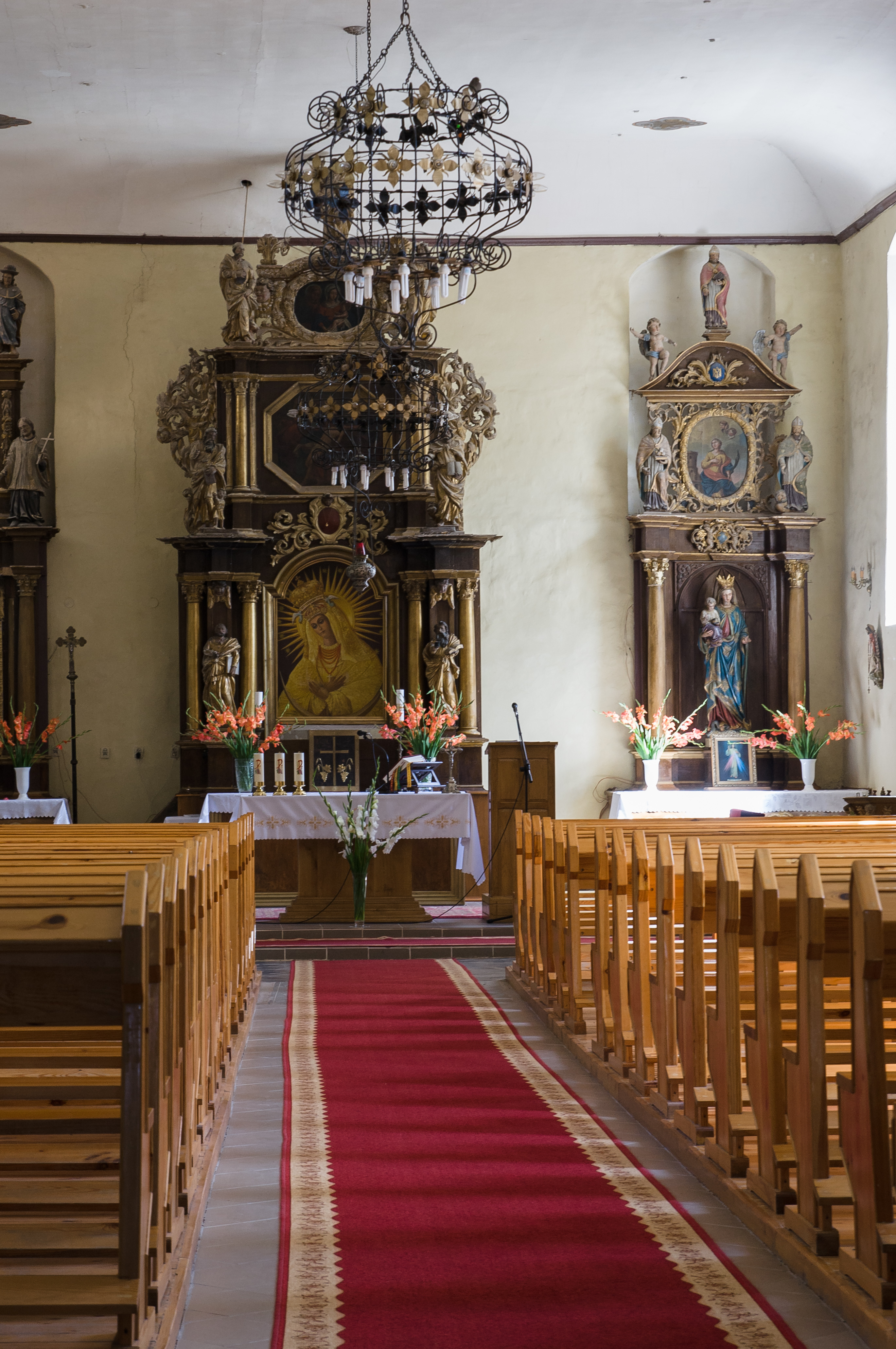
Wnętrze kościoła
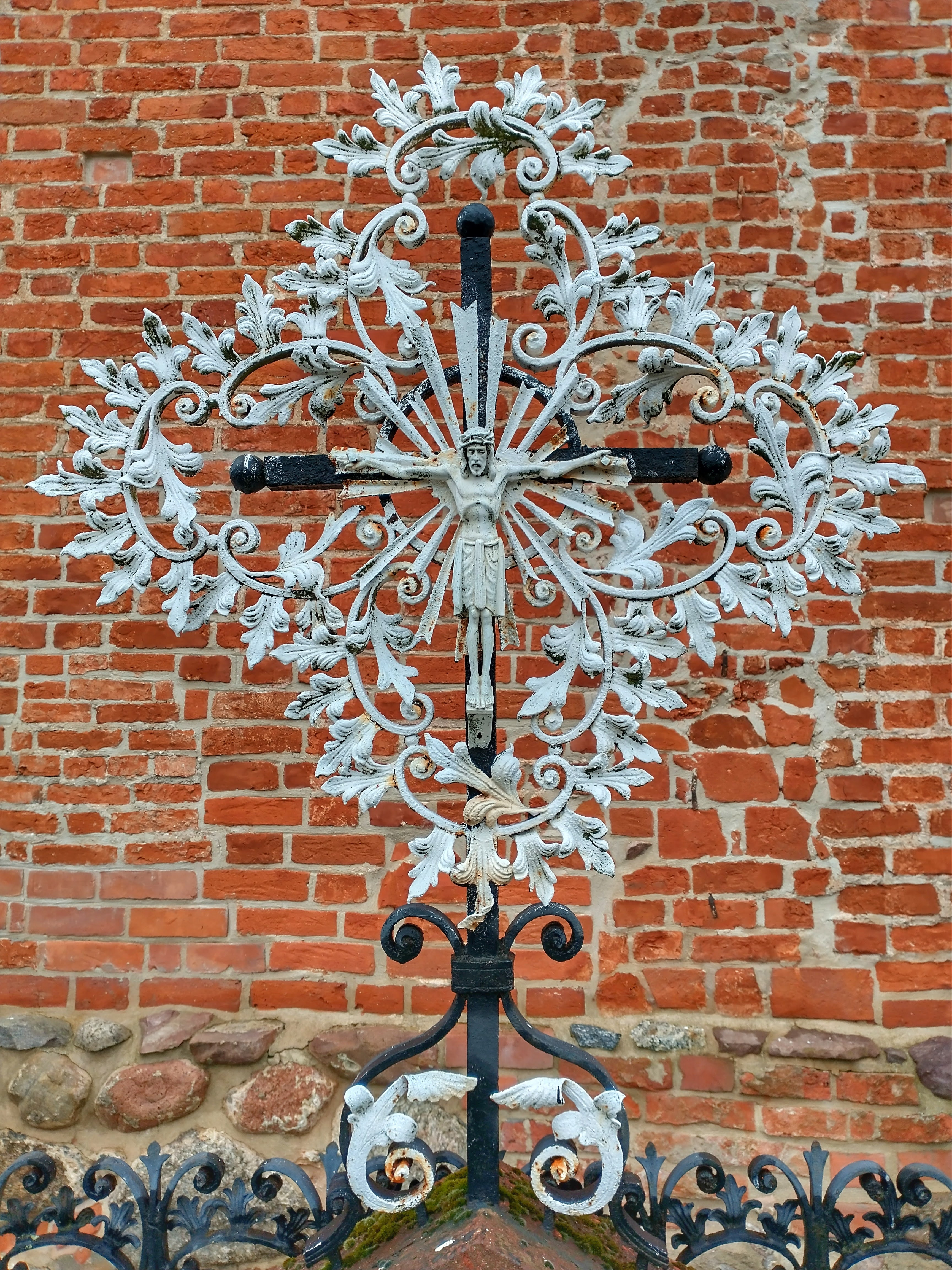
Krucyfiks nagrobny
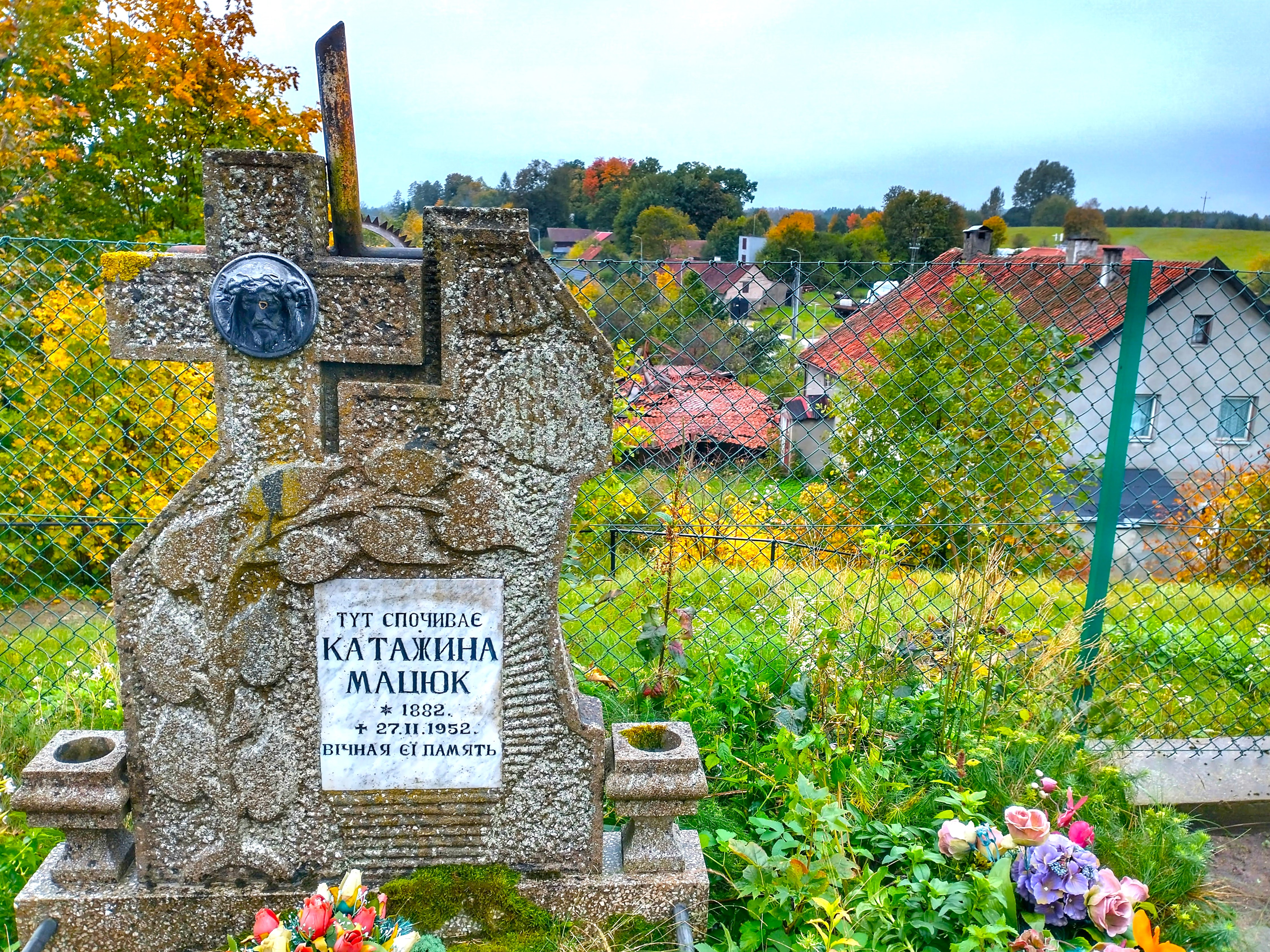
Nagrobek ukraiński